# Îles de Tsivolko
Les îles de Tsivolko (en russe : острова Цивольки), sont un archipel situé dans la partie occidentale de l'archipel Nordenskiöld, au nord de la péninsule de Taïmyr, dans la partie sud de la mer de Kara.

## Géographie
Le groupe est composé d'environ 17 îles et îlots et s'étend du nord-est au sud-ouest sur environ 28 kilomètres au sud-ouest de l'île Rousski, à l'ouest des îles Pakhtoussov et au nord-ouest des îles Vilkitsky (ru). Il fait partie de la Réserve naturelle du Grand Arctique depuis 1993.

## Histoire
L'archipel des îles de Tsivolko, avec les îles Vilkitsky et Pakhtoussov, forme le groupe central de l'archipel Nordenskiöld. L'archipel Tsivolko porte le nom de l'explorateur polaire russe Avgust Tsivolko (1810-1839).